# Antônio Olinto
Antônio Olinto är en kommun i Brasilien.   Den ligger i delstaten Paraná, i den södra delen av landet, 1 200 km söder om huvudstaden Brasília. Antalet invånare är 7 351.
I omgivningarna runt Antônio Olinto växer i huvudsak städsegrön lövskog. Runt Antônio Olinto är det glesbefolkat, med 8 invånare per kvadratkilometer.